# I. Armee-Inspektion (Deutsches Kaiserreich)
Die I. Armee-Inspektion war eine Inspektion der Armee des Deutschen Kaiserreichs.

## Stand 1889
- Generalinspekteur: Generalfeldmarschall Albert Prinz von Preußen
- Hauptquartier: Hannover
- Zugeordnete Armeekorps:
  - I. Armee-Korps in Königsberg
  - II. Armee-Korps in Stettin
  - X. Armee-Korps in Hannover

## Stand 1900
- Generalinspekteur:
- Hauptquartier: Berlin
- Zugeordnete Armeekorps:
  - I. Armee-Korps
  - II. Armee-Korps
  - IX. Armee-Korps in Altona
  - X. Armee-Korps
  - XVII. Armee-Korps in Danzig

## Stand 1906
- Generalinspekteur: Generalfeldmarschall Albert Prinz von Preußen
- Hauptquartier: Berlin
- Zugeordnete Armeekorps:
  - I. Armee-Korps
  - II. Armee-Korps
  - X. Armee-Korps
  - XVII. Armee-Korps

## Stand 1914
- Generalinspekteur: Generaloberst Maximilian von Prittwitz und Gaffron
- Hauptquartier: Danzig
- Zugeordnete Armeekorps:
  - I. Armee-Korps
  - XVII. Armee-Korps
  - XX. Armee-Korps in Allenstein